# Kim Sharma
Pour les articles homonymes, voir Sharma.
Kim Michelle Sharma (née le 21 janvier 1980) est une actrice indienne de Bollywood.

## Carrière
Kim Sharma a commencé sa carrière dans le mannequinat. Elle est notamment l'ambassadrice de la marque d'Olay en Inde.
En 2000, elle attira l'attention du producteur Aditya Chopra, qui lui donne le rôle de Sanjana dans son film Mohabbatein. Le film marqua aussi le lancement de cinq autres acteurs et actrices, presque inconnus pour la plupart : Uday Chopra, Shamita Shetty, Jugal Hansraj, Jimmy Shergill et Preeti Jhangiani. Le film est un énorme succès en Inde et la carrière de Kim est lancée.
Ses sept années dans l'industrie bollywoodienne ont été décevantes, car aucun de ses films n'a eu de réel succès comme l'avait fait Mohabbatein.
Elle a eu une histoire d'amour avec le joueur de cricket Yuvraj Singh, mais ils sont à présent séparés.
Le cousin de Kim Sharma est l'acteur Arjun Rampal.

## Filmographie
- 2000 : Mohabbatein : Sanjana
- 2002 : Tumse Achcha Kaun Hai : Bobby
- 2002 : Kehtaa Hai Dil Baar Baar : Ritu Patel
- 2002 : Khadgam
- 2003 : Alai : Item Number Tamil
- 2004 : Fida : Sonia
- 2005 : Yakeen
- 2005 : Taj Mahal : An asad Yadav
- 2006 : Tom, Dick, and Harry
- 2006 : Kudiyon Ka Hai Zamana
- 2006 : Nehlle Pe Dehlla
- 2007 : Heyy Babyy (apparition spéciale)